# Sportverein Waldhof Mannheim 07 2012-2013
Questa voce raccoglie le informazioni riguardanti il Sportverein Waldhof Mannheim 07 nelle competizioni ufficiali della stagione 2012-2013.

## Stagione
Nella stagione 2012-2013 il Waldhof Mannheim, allenato da Reiner Hollich e Andreas Clauß, concluse il campionato di Regionalliga sudovest al 6º posto.

## Organigramma societario
Area tecnica
- Allenatore: Andreas Clauß
- Allenatore in seconda:
- Preparatore dei portieri:
- Preparatori atletici:
- Analisi video:

## Calciomercato

### Sessione estiva
| Acquisti | Acquisti             | Acquisti             | Acquisti |
| R.       | Nome                 | da                   | Modalità |
| -------- | -------------------- | -------------------- | -------- |
| C        | Wal Fall             | Norimberga II        |          |
| D        | Philipp Stiller      | Eupen                |          |
| P        | Dennis Broll         | Waldhof Mannheim U19 |          |
| C        | Martin Gollasch      | Wormatia Worms       |          |
| A        | Martin Hess          | Sportfreunde Lotte   |          |
| D        | Patrick Huckle       | Preußen Münster      |          |
| C        | Steffen Kochendörfer | Waldhof Mannheim U19 |          |
| C        | David Lauretta       | Verl                 |          |
| A        | Aytunc Önerler       | Waldhof Mannheim U19 |          |
| C        | Nicolas Roth         | Wehen Wiesbaden      |          |
| D        | Marco Stark          | Wormatia Worms       |          |
| C        | Ajdin Zerić          | Pirmasens            |          |

| Cessioni | Cessioni           | Cessioni             | Cessioni |
| R.       | Nome               | a                    | Modalità |
| -------- | ------------------ | -------------------- | -------- |
| P        | Michael Lutz       | BC Aichach           |          |
| D        | Uğur Demirkol      | Union Berlino II     |          |
| C        | Klaus Gjasula      | Duisburg II          |          |
| C        | Christian Grujicic | Ismaning             |          |
| C        | Christopher Hock   | TuS Mechtersheim     |          |
| A        | Cihad Ilhan        | VfR Mannheim         |          |
| C        | Yannick Kakoko     | Homburg              |          |
| D        | Carl Murphy        | Kickers Würzburg     |          |
| D        | Timo Raab          | Waldhof Mannheim II  |          |
| C        | Michael Reith      | Karlsruhe II         |          |
| A        | Daniel Reule       | SV Kickers Pforzheim |          |
| A        | Dimitri Suworow    | Hauenstein           |          |

### Sessione invernale
| Acquisti | Acquisti       | Acquisti  | Acquisti |
| R.       | Nome           | da        | Modalità |
| -------- | -------------- | --------- | -------- |
| D        | Muhammed Sahin | Arsinspor |          |

| Cessioni | Cessioni     | Cessioni   | Cessioni |
| R.       | Nome         | a          | Modalità |
| -------- | ------------ | ---------- | -------- |
| C        | Marc Gallego | Elversberg |          |

## Risultati

### Regionalliga

#### Girone di andata
| Arbitro: | Christ |

|                                 |           |  |
| Wagner 2’ Zerić 80’ Franzin 89’ | Marcatori |  |

| Arbitro: | Kempkes |

|                              |           |            |
| Schmeer 29’, 59’ Hammann 34’ | Marcatori | 90’ Wassey |

| Arbitro: | Endriß |

|             |           |                                   |
| Franzin 46’ | Marcatori | 23’, 33’ Krasniqi 26’ Feiersinger |

| Arbitro: | Gerach |

|                       |           |  |
| Lange 78’ Bystrek 90’ | Marcatori |  |

| Arbitro: | Weickenmeier |

|             |           |                 |
| Franzin 24’ | Marcatori | 13’ Mockenhaupt |

| Arbitro: | Kühlmeyer |

|                   |           |  |
| Geiger 43’ (aut.) | Marcatori |  |

| Arbitro: | Gittelmann |

|                              |           |  |
| Huckle 68’ Dautaj 79’ (rig.) | Marcatori |  |

| Arbitro: | Kempkes |

|                   |           |  |
| Ludwig 72’ (rig.) | Marcatori |  |

| Arbitro: | Reisert |

|                                |           |           |
| Geiger 22’ Čolak 27’ Zerić 80’ | Marcatori | 74’ Fuchs |

| Arbitro: | Braun |

|               |           |                    |
| Schreyeck 73’ | Marcatori | 4’ Dautaj 63’ Roth |

| Arbitro: | Kempter |

|  |           |             |
|  | Marcatori | 41’ Franzin |

| Mannheim 5 ottobre 2012, ore 19:00 CEST 12ª giornata | Waldhof Mannheim | 0 – 0 referto | Friburgo II | Carl-Benz-Stadion (2 679 spett.)\| Arbitro: \| Drees \| |
| Arbitro:                                             | Drees            |               |             |                                                         |

| Arbitro: | Kunzmann |

|                                            |           |             |
| Geiger 41’ Wassey 56’ Franzin 73’ Hess 88’ | Marcatori | 70’ Tewelde |

| Arbitro: | Müller |

|           |           |                                   |
| Wille 59’ | Marcatori | 32’ Gallego 43’ Wagner 62’ Dautaj |

| Arbitro: | Blos |

|                                    |           |                     |
| Dautaj 2’ Lauretta 68’ Franzin 73’ | Marcatori | 57’ Wölk 63’ Lamidi |

| Arbitro: | Wingenbach |

|  |           |                      |
|  | Marcatori | 6’ Zerić 65’ Gallego |

| Mannheim 10 novembre 2012, ore 14:00 CET 17ª giornata | Waldhof Mannheim | 0 – 0 referto | Idar-Oberstein | Carl-Benz-Stadion (2 379 spett.)\| Arbitro: \| Weickenmeier \| |
| Arbitro:                                              | Weickenmeier     |               |                |                                                                |

| 17 novembre 2012 18ª giornata |  | – turno di riposo |  |  |

| Arbitro: | Schaal |

|                  |           |            |
| Gallego 50’, 82’ | Marcatori | 34’ Fındık |

#### Girone di ritorno
| Arbitro: | Kempkes |

|                 |           |                    |
| Hess 26’ (rig.) | Marcatori | 63’ Damm 81’ Merle |

| Arbitro: | Kampka |

|             |           |  |
| Assauer 67’ | Marcatori |  |

| Arbitro: | Schlager |

|  |           |           |
|  | Marcatori | 23’ Čolak |

| Arbitro: | Beck |

|            |           |             |
| Wassey 18’ | Marcatori | 52’ Bystrek |

| Arbitro: | Kempter |

|             |           |  |
| Wolfert 39’ | Marcatori |  |

| Arbitro: | Christ |

|                           |           |                    |
| Čolak 12’ Hess 42’ (rig.) | Marcatori | 45’ Weiß 85’ Grupp |

| Arbitro: | Jöllenbeck |

|          |           |           |
| Touré 6’ | Marcatori | 45’ Čolak |

| Arbitro: | Blos |

|          |           |  |
| Hess 63’ | Marcatori |  |

| Arbitro: | Alt |

|            |           |  |
| Kröner 61’ | Marcatori |  |

| Arbitro: | Gerach |

|          |           |               |
| Hess 89’ | Marcatori | 27’ Battaglia |

| Arbitro: | Rabe |

|             |           |            |
| Albutat 43’ | Marcatori | 36’ Wassey |

| Arbitro: | Endriß |

|                            |           |                    |
| Wassey 45’ (rig.) Fall 51’ | Marcatori | 55’, 57’ Slišković |

| Arbitro: | Christ |

|                 |           |                   |
| Recktenwald 55’ | Marcatori | 90’ (rig.) Wassey |

| Arbitro: | Alt |

|          |           |  |
| Hess 90’ | Marcatori |  |

| Arbitro: | Schütz |

|  |           |                                       |
|  | Marcatori | 22’ (rig.) Wassey 29’ Hess 62’ Wagner |

| Arbitro: | Braun |

|                        |           |  |
| Geiger 73’ Malchow 90’ | Marcatori |  |

| Arbitro: | Kühlmeyer |

|                                   |           |           |
| Maurer 45’ (rig.), 90’ Knartz 90’ | Marcatori | 35’ Zerić |

| 18 maggio 2013 37ª giornata |  | – turno di riposo |  |  |

| Arbitro: | Müller |

|                                 |           |               |
| Leopold 17’ Hilser 23’ Özer 84’ | Marcatori | 64’ Graciotti |

## Statistiche

### Statistiche di squadra
| Competizione          | Punti | In casa | In casa | In casa | In casa | In casa | In casa | In trasferta | In trasferta | In trasferta | In trasferta | In trasferta | In trasferta | Totale | Totale | Totale | Totale | Totale | Totale | DR  |
| Competizione          | Punti | G       | V       | N       | P       | Gf      | Gs      | G            | V            | N            | P            | Gf           | Gs           | G      | V      | N      | P      | Gf     | Gs     | DR  |
| --------------------- | ----- | ------- | ------- | ------- | ------- | ------- | ------- | ------------ | ------------ | ------------ | ------------ | ------------ | ------------ | ------ | ------ | ------ | ------ | ------ | ------ | --- |
| Regionalliga sudovest | 55    | 18      | 9       | 7       | 2       | 30      | 17      | 18           | 6            | 3            | 9            | 18           | 21           | 36     | 15     | 10     | 11     | 48     | 38     | +10 |
| Totale                | 55    | 18      | 9       | 7       | 2       | 30      | 17      | 18           | 6            | 3            | 9            | 18           | 21           | 36     | 15     | 10     | 11     | 48     | 38     | +10 |

### Andamento in campionato
| Giornata  | 1 | 2 | 3  | 4  | 5  | 6  | 7  | 8  | 9  | 10 | 11 | 12 | 13 | 14 | 15 | 16 | 17 | 18 | 19 | 20 | 21 | 22 | 23 | 24 | 25 | 26 | 27 | 28 | 29 | 30 | 31 | 32 | 33 | 34 | 35 | 36 | 37 | 38 |
| --------- | - | - | -- | -- | -- | -- | -- | -- | -- | -- | -- | -- | -- | -- | -- | -- | -- | -- | -- | -- | -- | -- | -- | -- | -- | -- | -- | -- | -- | -- | -- | -- | -- | -- | -- | -- | -- | -- |
| Luogo     | C | T | C  | T  | C  | T  | C  | T  | C  | T  | T  | C  | C  | T  | C  | T  | C  |    | C  | C  | T  | T  | C  | T  | C  | T  | C  | T  | C  | T  | C  | T  | C  | T  | C  | T  |    | T  |
| Risultato | V | P | P  | P  | N  | P  | V  | P  | V  | V  | V  | N  | V  | V  | V  | V  | N  |    | V  | P  | P  | V  | N  | P  | N  | N  | V  | P  | N  | N  | N  | N  | V  | V  | V  | P  |    | P  |
| Posizione | 2 | 7 | 13 | 17 | 14 | 17 | 12 | 18 | 12 | 7  | 5  | 6  | 5  | 3  | 3  | 3  | 3  | 3  | 4  | 5  | 5  | 5  | 4  | 4  | 5  | 5  | 4  | 5  | 7  | 7  | 7  | 6  | 6  | 4  | 3  | 4  | 6  | 6  |

Legenda:

Luogo: C = Casa; T = Trasferta. Risultato: V = Vittoria; N = Pareggio; P = Sconfitta.

### Statistiche dei giocatori
| R. Adolf        | 35 | 0 | 1 | 0 |
| C. Becker       | 2  | 0 | 0 | 0 |
| D. Broll        | 1  | 0 | 0 | 0 |
| C. Brucia       | 12 | 0 | 3 | 0 |
| V. Dautaj       | 27 | 4 | 1 | 1 |
| W. Fall         | 19 | 1 | 2 | 1 |
| D. Franzin      | 23 | 6 | 3 | 0 |
| M. Gallego      | 10 | 4 | 3 | 0 |
| D. Geiger       | 34 | 3 | 4 | 0 |
| M. Gollasch     | 0  | 0 | 0 | 0 |
| L. Graciotti    | 9  | 1 | 0 | 0 |
| M. Hess         | 25 | 7 | 4 | 0 |
| P. Huckle       | 35 | 1 | 2 | 0 |
| S. Kochendörfer | 14 | 0 | 2 | 0 |
| J. Krause       | 0  | 0 | 0 | 0 |
| D. Lauretta     | 10 | 1 | 1 | 0 |
| R. Maciejak     | 14 | 0 | 0 | 0 |
| N. Makan        | 4  | 0 | 0 | 0 |
| O. Malchow      | 25 | 1 | 3 | 0 |
| D. Memić        | 1  | 0 | 0 | 0 |
| N. Roth         | 25 | 1 | 2 | 0 |
| M. Sahin        | 0  | 0 | 0 | 0 |
| M. Stark        | 3  | 0 | 0 | 0 |
| P. Stiller      | 30 | 0 | 6 | 1 |
| M. Wagner       | 36 | 3 | 4 | 0 |
| M. Wassey       | 32 | 7 | 4 | 0 |
| A. Zerić        | 32 | 4 | 4 | 0 |
| A. Önerler      | 1  | 0 | 0 | 0 |
| J. Čolak        | 32 | 4 | 4 | 1 |